# When Bearcat Went Dry
When Bearcat Went Dry é um filme dramático de 1919, dirigido por Oliver L. Sellers do romance de Charles Neville Buck e estrelado por Lon Chaney como Kindard Powers. O título refere-se a um personagem apelidado "Bearcat" (Bernard J. Durming), que promete a sua namorada parar de consumir bebidas alcoólicas.
Cópias do filme encontram-se conservadas na George Eastman House e na Biblioteca do Congresso, ambos nos Estados Unidos.

## Elenco
- Ed Brady... Rattler Webb
- Lon Chaney... Kindard Powers
- Bernard J. Durning... Turner "Bearcat" Stacy
- Winter Hall... Lone Stacy
- Vangie Valentine... Blossom Fulkerson
- Walt Whitman... Joel Fulkerson
- Millard K. Wilson... Jerry Henderson (como M. K. Wilson)